# Улица 1905 года (Новосибирск)
Улица 1905 го́да (до 1930 года — Переселе́нческая) — улица в Железнодорожном районе Новосибирска. Своё начало берёт от улицы Дмитрия Шамшурина и заканчивается, примыкая к улице Советской. Пересекается с улицами Ленина, Салтыкова-Щедрина, Нарымской. Также с чётной стороны к ней перпендикулярно примыкают Омская и Красноярская улицы, а с нечётной улица Ленская. Часть улицы (от улицы Советской до пересечения с Нарымской улицей) ограничивает Нарымский сквер (чётная сторона).

## Исторические здания
- Дом К. А. Самохина — находится на пересечении улиц Дмитрия Шамшурина и 1905 года. Построен в 1905 году[3].
- Д. 13 — памятник деревянного зодчества, построенный в 1910 году. В здании находится Музей счастья[4].
- Д. 15 — памятник деревянного зодчества. Возведён предположительно в 1910 году. Примыкает вплотную к дому № 13[5].
- Усадьба Копылова — дом располагается на углу улиц 1905 года и Красноярской. Был возведён в 1901 году[6].
- Городское училище (ул. 1905 года, 22) — здание, построенное архитектором А. Д. Крячковым в 1912 году[7].
- Городская начальная школа (ул. 1905 года, 76) — сооружение на пересечении улиц Советской и 1905 года. Построено в 1912 году. Архитектор А. Д. Крячков[8].

## Организации
Медицинские учреждения
- Городская поликлиника № 20

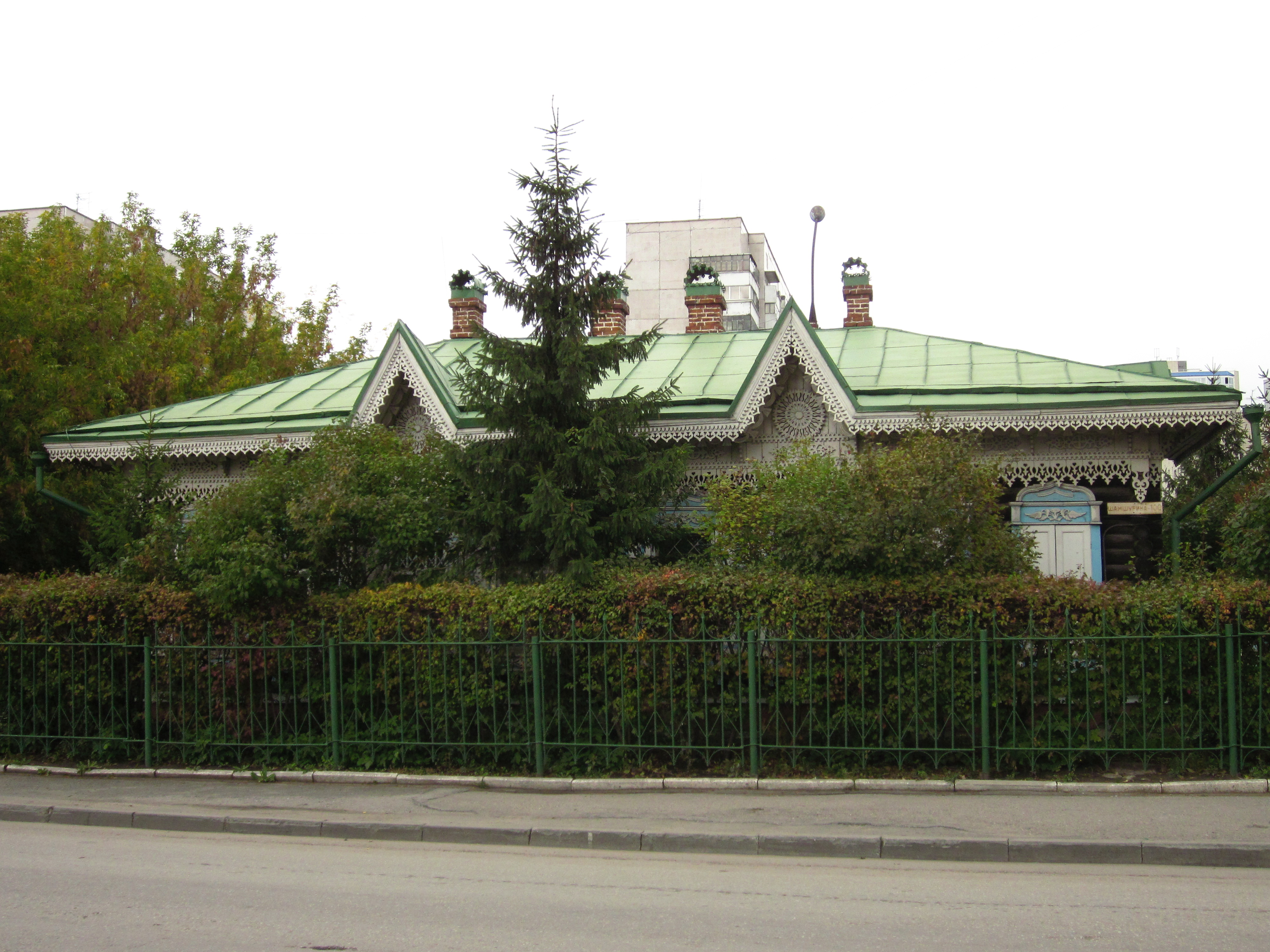
Дом К. А. Самохина

- НИИ патологии кровообращения им. академика Е. Н. Мешалкина Минздрава России

Образовательные учреждения

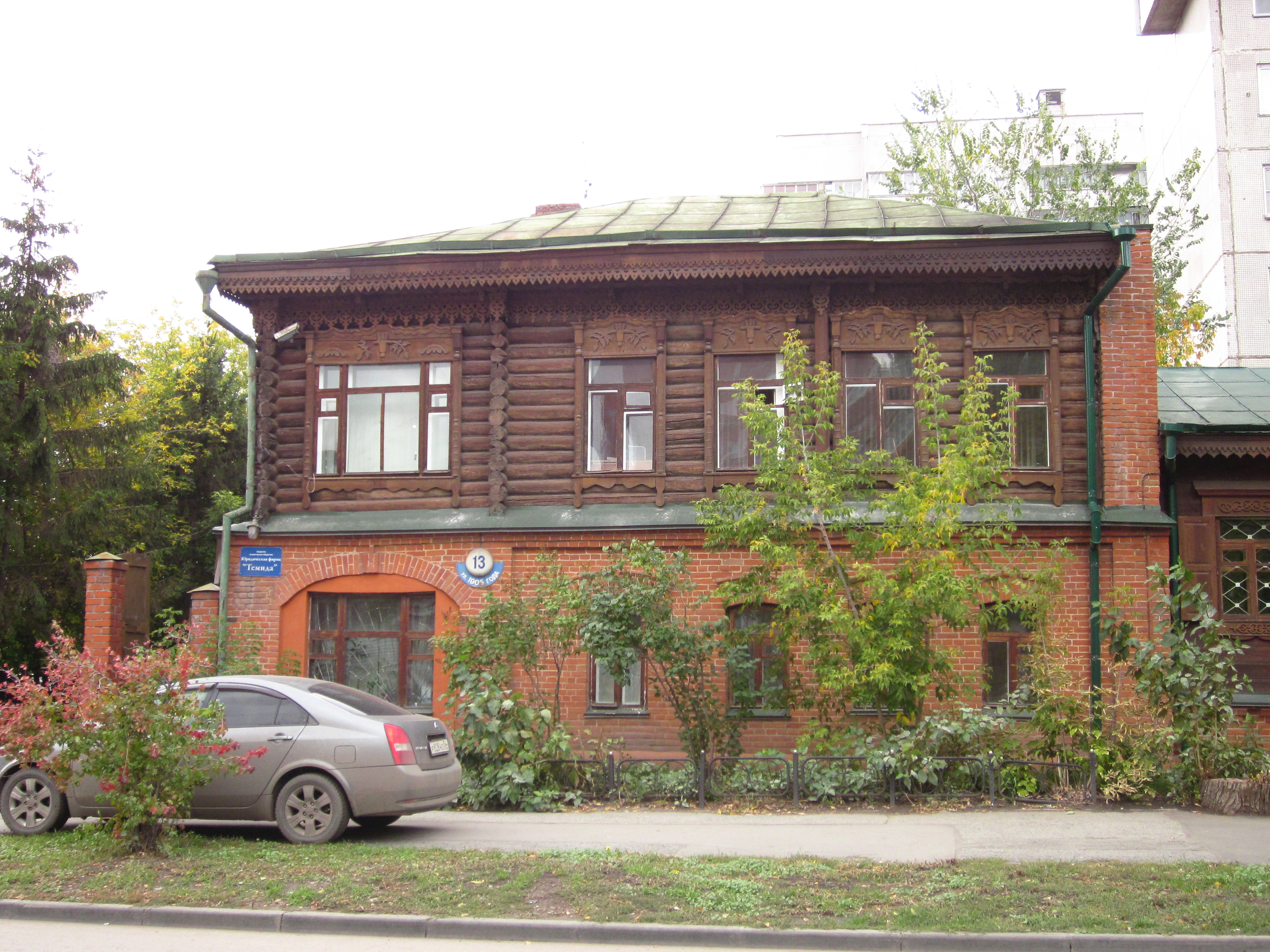
Дом, в котором жил А. Н. Косыгин

- Алые паруса, МБОУ, центр дополнительного образования
- Фаворит, центр дополнительного образования
- Солнечный Дом, центр детского развития
- Лицей № 9
- Школа № 137
- Частная школа «София»
- Специальная коррекционная общеобразовательная школа № 60 VIII вида для детей с ограниченными возможностями здоровья

СМИ
- НСК 49, телеканал
- НСО, газета

Прочие организации
- КЭТ, клуб любителей кошек
- Сибирская Звезда, ООО, научно-производственное объединение
- Новосибирская транспортная прокуратура

В доме № 13 по улице 1905 года жил советский государственный деятель А. Н. Косыгин (с 1927 по 1929 гг.)
До 1930 года улица носила название Переселенческая, сейчас это название носит улица в Октябрьском районе.